# Пен (Тарн)
Пен (фр. Penne, окс. Pena) — коммуна во Франции, находится в регионе Юг — Пиренеи. Департамент — Тарн. Входит в состав кантона Кармо-2 Валле-дю-Серу. Округ коммуны — Альби.
Код INSEE коммуны — 81206.

## География
Коммуна расположена приблизительно в 540 км к югу от Парижа, в 60 км северо-восточнее Тулузы, в 38 км к северо-западу от Альби.
По территории коммуны протекает река Аверон. Более половины территории коммуны занимают леса.

## Климат
Климат умеренно-океанический. Зима мягкая и дождливая, лето жаркое с частыми грозами. Ветры довольно редки.

## Население
Население коммуны на 2010 год составляло 563 человека.
| 1962 | 1968 | 1975 | 1982 | 1990 | 1999 | 2010 |
| ---- | ---- | ---- | ---- | ---- | ---- | ---- |
| 535  | 504  | 515  | 507  | 516  | 523  | 563  |

## Администрация
| Период | Период | Фамилия       | Партия                                     | Примечания                                                             |
| ------ | ------ | ------------- | ------------------------------------------ | ---------------------------------------------------------------------- |
| 1947   | 1965   | Фернан Вардей | Французская секция Рабочего интернационала | член генерального совета департамента (1945—1974); сенатор (1946—1974) |
| 1965   | 2006   | Морис Буайе   | Разные левые                               | член генерального совета (1988—2008)                                   |
| 2006   | 2020   | Жан-Люк Крец  |                                            |                                                                        |

## Экономика
В 2007 году среди 350 человек в трудоспособном возрасте (15—64 лет) 246 были экономически активными, 104 — неактивными (показатель активности — 70,3 %, в 1999 году было 65,4 %). Из 246 активных работали 219 человек (119 мужчин и 100 женщин), безработных было 27 (13 мужчин и 14 женщин). Среди 104 неактивных 30 человек были учениками или студентами, 41 — пенсионерами, 33 были неактивными по другим причинам.

## Достопримечательности
- Церковь Св. Екатерины (XIV век). Исторический памятник с 1954 года.[4]
- Руины средневекового замка Пен. Исторический памятник с 1902 года.[5]
- Пещера Магдалины. Исторический памятник с 1953 года.[6]

## Фотогалерея

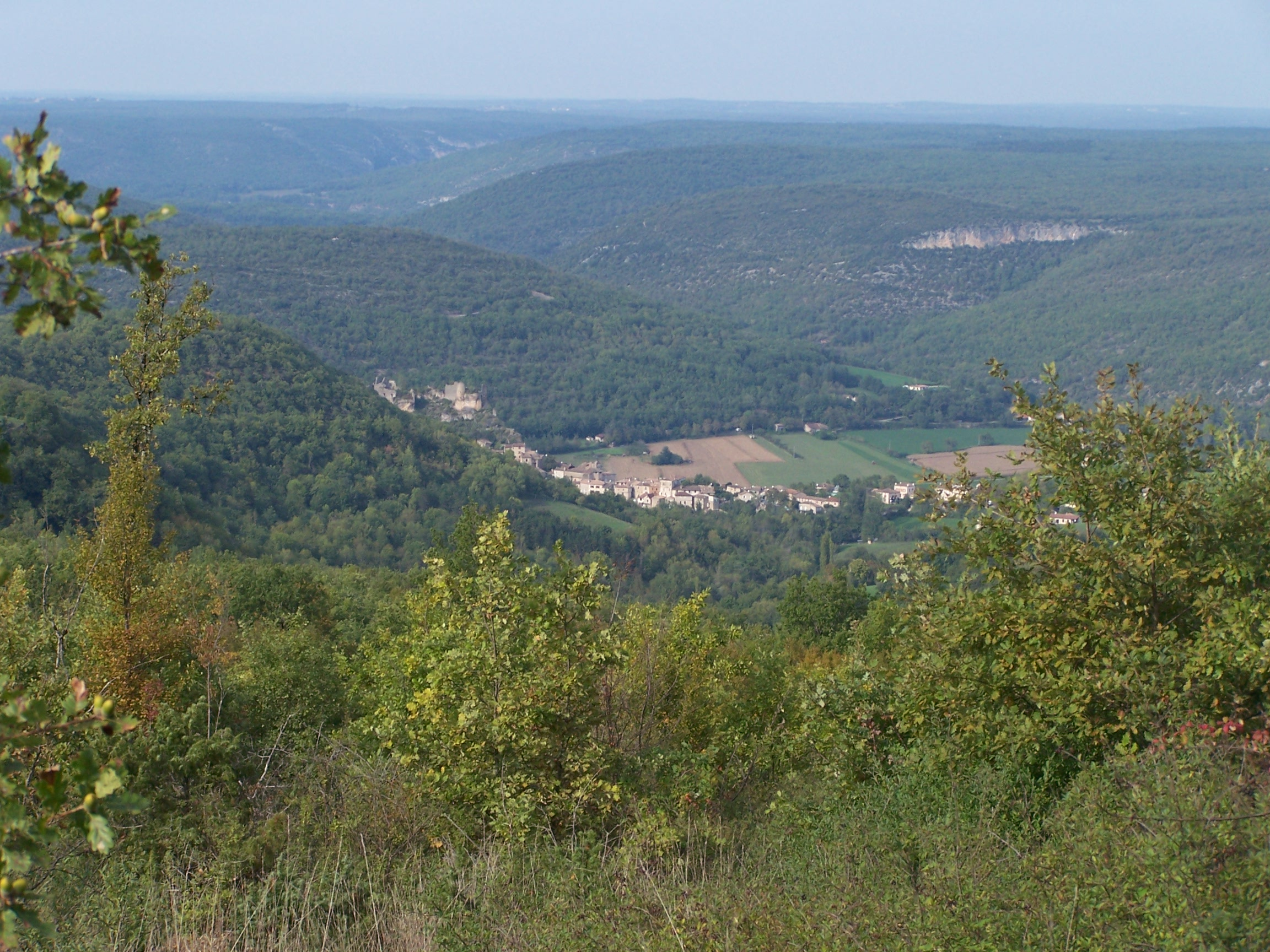
Пен
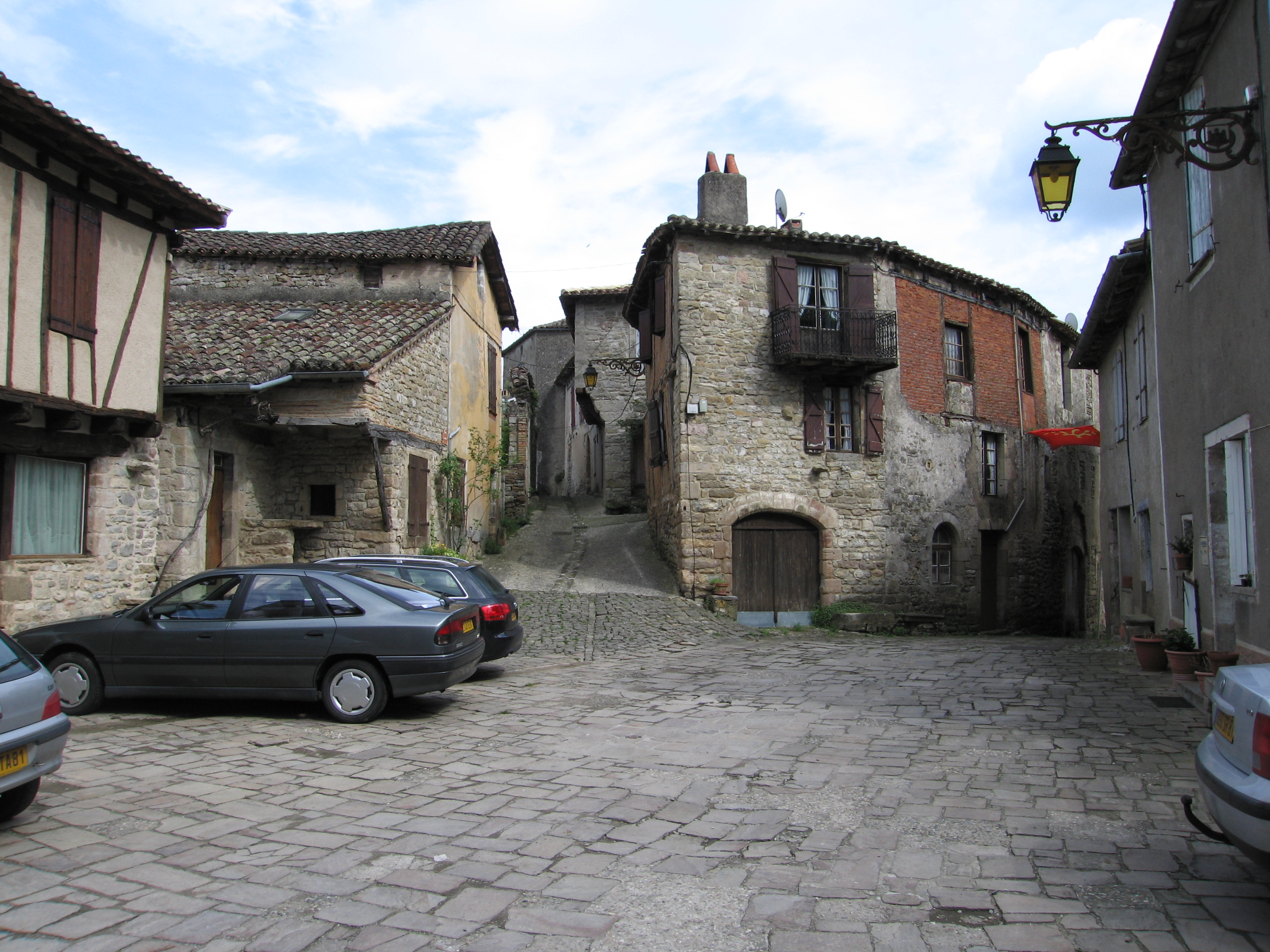
Пен
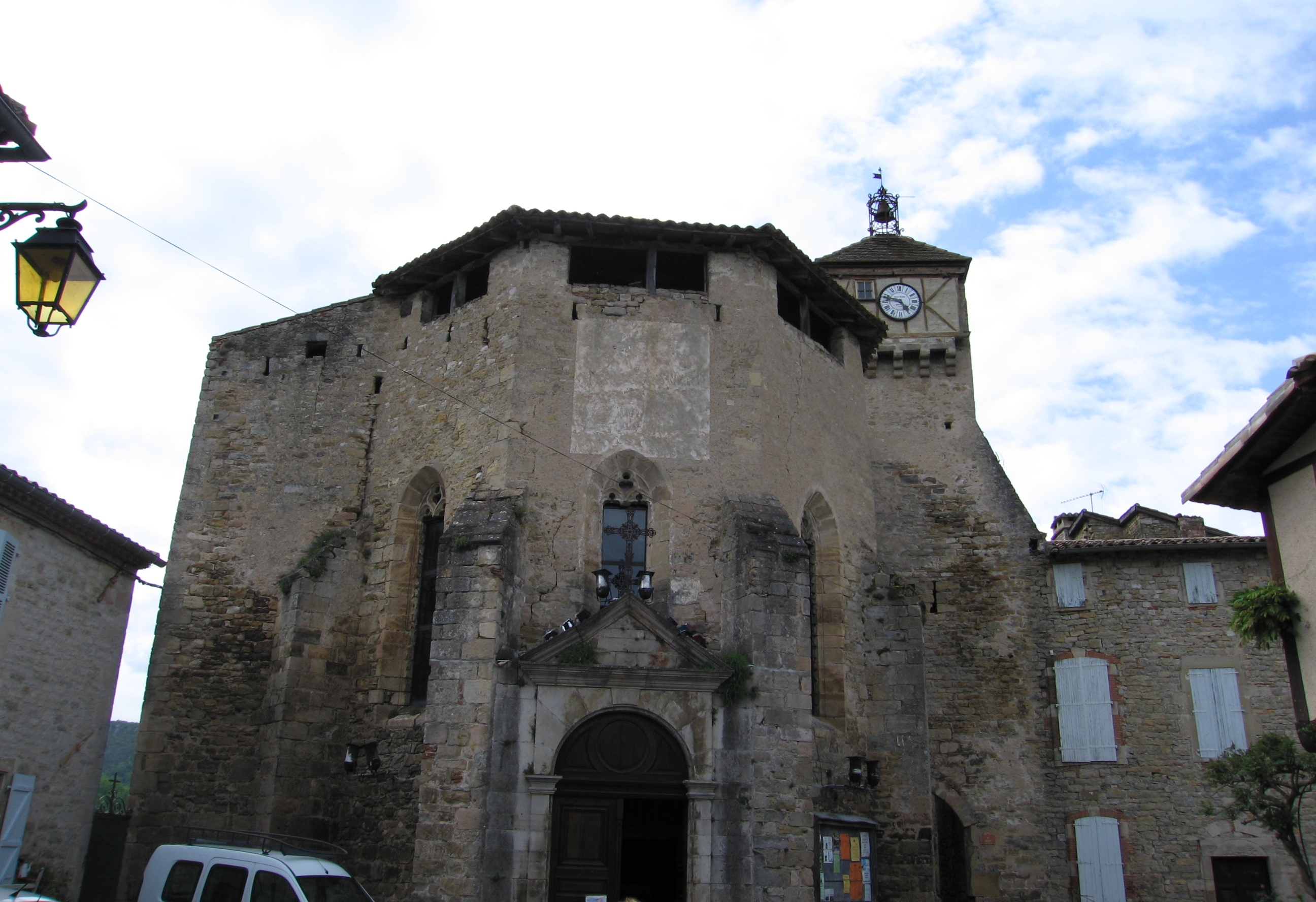
Церковь Св. Екатерины
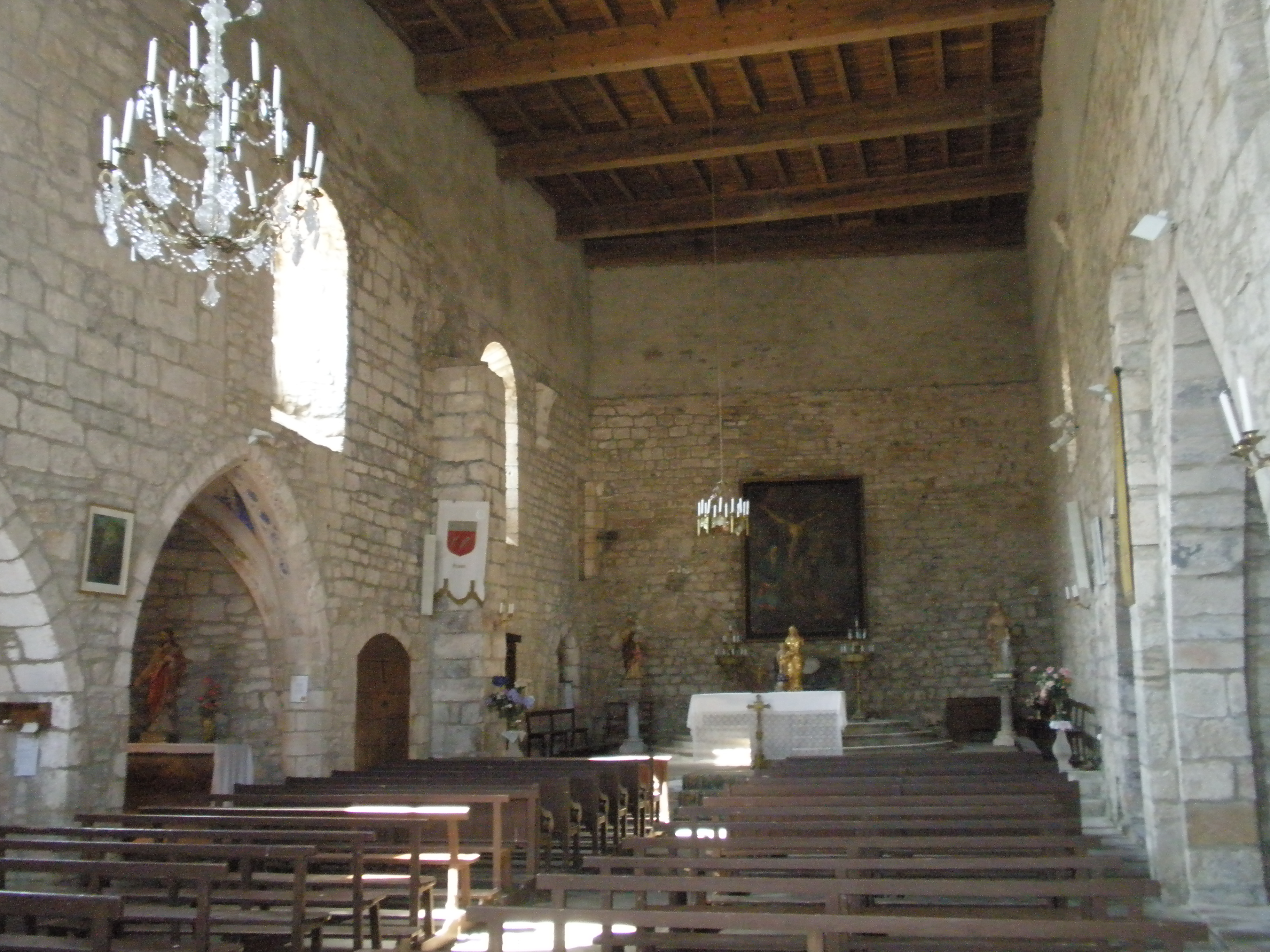
Интерьер церкви Св. Екатерины
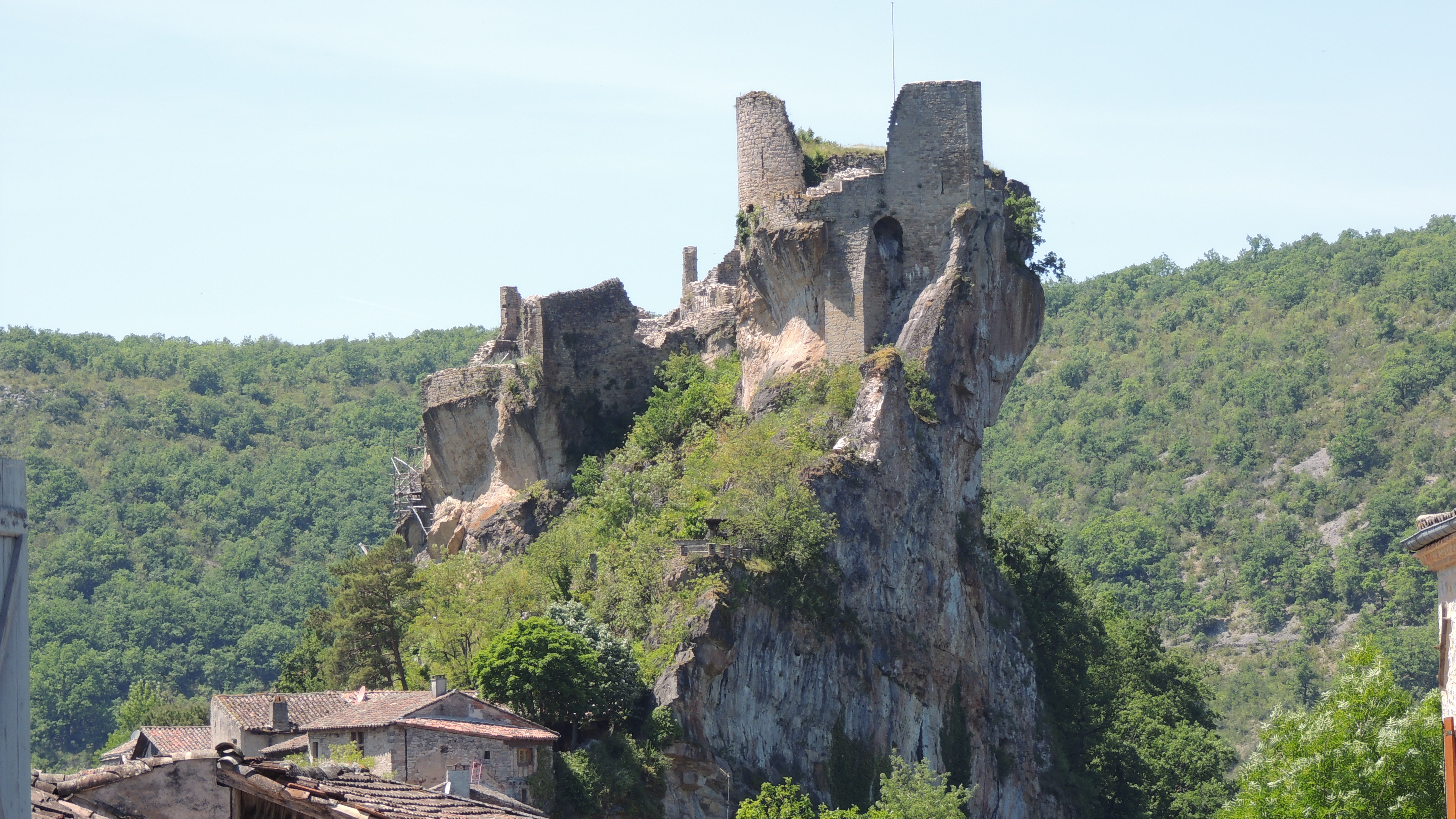
Руины замка Пен
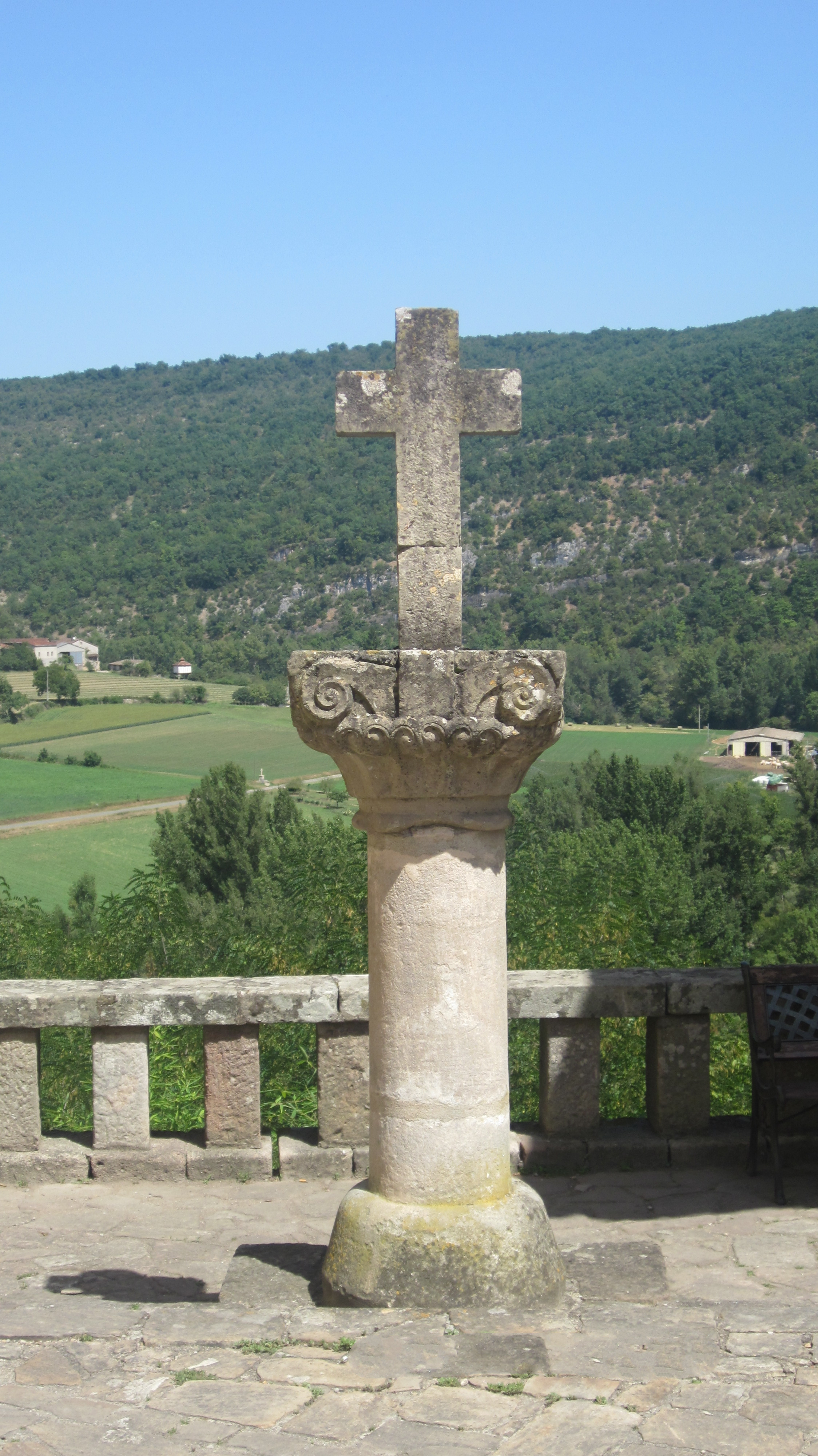
Каменный крест